# 森特鎮區 (阿勒馬基縣)
森特鎮區（Center Township），美国艾奥瓦州阿勒马基县的一个鎮區，总面积94.26平方公里，总人口329（2010年美国人口普查）。该鎮區无建制居民点。